# 増田雄一
増田 雄一（ますだ ゆういち、1970年〈昭和45年〉2月2日 - ）は、日本のモデル、俳優。千葉県出身。血液型はB型。
身長184cm。B:101、W:85、H:101、足のサイズ:27.0cm。趣味はスノーボード。特技はバスケットボール。2024年時点、SOSモデルエージェンシー（株式会社ソサエティ オブ スタイル）所属。

## 出演

### 映画
- 七人のおたく（1992年）
- ROCKERS（2003年）
- 秘密潜入捜査官 ハニー&バニー（2007年）- VIP 役
- ワイルド7（2011年）
- 臨場 劇場版（2012年）- 北山 役

### テレビドラマ
- HOTEL（TBS）
- エコエコアザラク 第3話「リフレインの魔法」（1997年、テレビ東京） - 沢木竜彦 役
- 幻想ミッドナイト 第3話（1997年、テレビ朝日）
- やまとなでしこ 第3、7話（2000年、フジテレビ） - 東十条病院医師 役
- 一発勝負!2001年、完全犯罪の女（2001年、テレビ朝日）
- ムコ殿2003（2003年、フジテレビ）
- 末っ子長男姉三人（2003年、TBS） - 弁護士・平尾 役
- だいすき!!（2008年）第3話 - 音楽プロデューサー堀口役
- 天使の代理人 Episode5（2010年、東海テレビ） - 工藤 役

### その他テレビ番組
- ミッドナイトマーメイド（通販番組） (199?年、テレビ朝日） - 商品着用モデル

### ゲーム
- 街 〜運命の交差点〜（1998年、チュンソフト） - 高峰隆士 役
- ALIVE（1998年、ゼネラル・エンタテイメント）

### CM
- 出光興産 カード
- 日本通運（2000年）
- キリンビール グランドエール
- 日産自動車 日産・エルグランド（2003年 - 2004年）「ファーストクラスで行こう」〜「Cloud sea（雲海）」〜篇
- 日産自動車 日産・エルグランド（2003年 - 2004年）「ファーストクラスで行こう」〜「NIGHT FLIGHT（夜間飛行）」〜篇
- BRAUN Gillette 電動歯ブラシ（2006年）
- ソフトバンクモバイル（2006年）
- 任天堂 Wii Fit（2007年）
- 東京スター銀行 おまとめローン バンクベスト（2009年）「どんだけ返した？」〜篇
- パナソニック どこでもドアホン（2010年）
- チューリッヒ保険（2012年 - ）「きっかけと実感」篇
- 佐川急便『あるセールスドライバーの独白』篇 『社長同士の会話』篇（2016年 - ）
- サントリー「胡麻麦茶・赤ひげ先生篇」（2017年10月1日 - ）赤ひげ先生（三船敏郎）役[4][5]
- サウンドファン ミライスピーカー「家族の音量会議」篇（2023年9月 - ）

### インターネットドラマ
- グラビア概論、受講中!![6]（2002年12月9日 - 2003年2月8日配信）[7]

### スチール広告
- JAL
- NTT都市開発
- サカゼン（坂善商事）
- ユニクロ「父の日」
- 高島屋「カシミアフェア」
- ZOY
- UR都市機構
- 帝国繊維
- マイナビ「ハイクラス転職」
- GDO「GDO オリジナル」
- J-オイルミルズ
- カゴメ「野菜ジュース」

### 写真集
- uno・nudo モデル：増田雄一、風間基義、根岸達也、松井進（1995年3月1日、コンパス、撮影：山岸伸）ISBN 978-4906407385

### 雑誌
- BRIO（光文社）
- STORY（光文社）
- 日経ヘルス for MEN（日経BP社）
- ゴルフトゥデイ（ゴルフトゥデイ社）
- EVEN

### 舞台
- 相談BER BER
- 殺しや達の良心
- テラス・ミコノス
- ハロルドとモード（2008年6月5日-29日） - バーナード警部役